# Mompati Thuma
Mompati Thuma (Francistown, 5 aprile 1980) è un ex calciatore botswano, di ruolo difensore.

## Carriera

### Club
Ha sempre giocato nel campionato botswano.

### Nazionale
Ha esordito con la Nazionale nel 2003.